# August Hlond
Ctihodný August kardinál Hlond, SDB (5. července 1881, Brzęczkowice – 22. října 1948, Varšava) byl polský římskokatolický duchovní, kardinál-kněz.

## Život
Narodil se roku 1881 nemajetným rodičům v Brzęczkowicích v Horním Slezsku. V roce 1896 vstoupil do noviciátu Salesiánů Dona Bosca v Itálii. Již o rok později složil sliby a ještě v témže roce zahájil univerzitní studium na Papežské Gregoriánské univerzitě v Římě, kterou úspěšně ukončil doktorátem roku 1900.
V roce 1926 byl jmenován primasem polským. Roku 1946 přijal z jeho rukou biskupské svěcení Stefan Wiszyński. Dne 19. května 2018 byl papežem Františkem prohlášen za Ctihodného.